# Nong Ya Plong (huyện)
Nong Ya Plong (tiếng Thái: หนองหญ้าปล้อง) là huyện (amphoe) ở tây bắc của tỉnh Phetchaburi, miền trung Thái Lan.

## Lịch sử
Nong Ya Plong được thành lập tiểu huyện (King Amphoe) ngày 16 tháng 7 năm 1972, khi 3 tambon Nong Ya Plong, Yang Nam Klat Nuea và Yang Nam Klat Tai đã được tách khỏi huyện Khao Yoi. Đơn vị này đã được nâng cấp thành huyện ngày 21 tháng 5 năm 1990.

## Địa lý
Các huyện giáp ranh (từ phía bắc theo chiều kim đồng hồ) là Ban Kha và Pak Tho của tỉnh Ratchaburi, Khao Yoi, Ban Lat và Kaeng Krachan của tỉnh Phetchaburi. Phía tây là Tanintharyi Division của Myanmar.

## Hành chính
Huyện này được chia thành 4 phó huyện (tambon), các đơn vị này lại được chia ra thành 31 làng (muban). Không có khu vực đô thị (thesaban), có 3 Tổ chức hành chính tambon.
| STT | Tên                | Tên tiếng Thái | Số làng | Dân số |  |
| --- | ------------------ | -------------- | ------- | ------ |  |
| 1.  | Nong Ya Plong      | หนองหญ้าปล้อง    | 11      | 6.411  |  |
| 2.  | Yang Nam Klat Nuea | ยางน้ำกลัดเหนือ   | 5       | 1.867  |  |
| 3.  | Yang Nam Klat Tai  | ยางน้ำกลัดใต้     | 7       | 2.375  |  |
| 4.  | Tha Takhro         | ท่าตะคร้อ        | 8       | 3.737  |  |